# マッドテレーンタイヤ
マッドテレーンタイヤ(Mud Terrain Tire)とは自動車、自動二輪車、自転車のタイヤの一種であり、特に大型四輪駆動車向けのアフターマーケットパーツとして販売されているオフロードタイヤを指す。
その名の通り泥の地形に対応した大きなリブを持つトレッドと、偏平率が大きく風船が膨らんだようなずんぐりとした外見を持ち、不整地や泥濘地、砂地において柔らかい路面にトレッドが食いつくようにして強いトラクション性能を発揮する。意図的に空気圧を抜いて接地面積を増やす事も想定し、サイドウォールにまでリブが配置されたタイヤも多く、ビードロックの使用を想定した強固なビードを備えているものもある。
オフロードに特化した銘柄になる程トレッドの節は大きく、間隔も広くなっていき、泥をトレッドから排出する性能が大きくなる反面、舗装された道路では摩耗が早くなり、騒音も大きくなると言う欠点がある。
マッドテレインタイヤとも表記される。

## 歴史

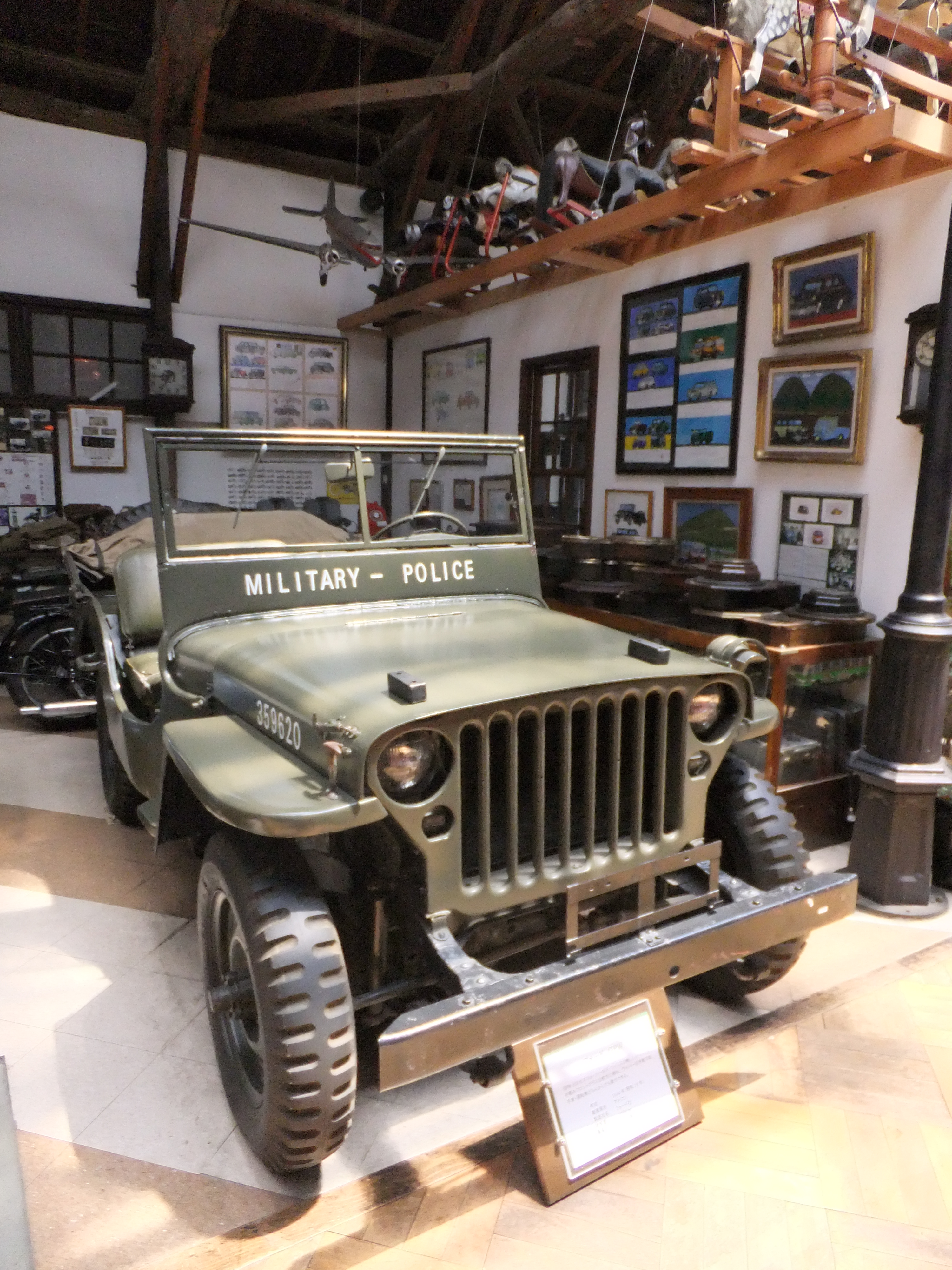
フォード・GPW。第二次世界大戦中に大量生産された標準的なジープ。典型的なゲタ山パターンのマッドテレーンタイヤが装着されている。

マッドテレーンタイヤの歴史は、戦争に軍用車として自動車が登場した時に始まった。第二次世界大戦で連合国側の軍用車の代表格として活躍したジープにはラグパターンタイヤと呼ばれるものが装備された。これは日本でもゲタ山タイヤと通称され、バイアスタイヤ時代は長い間マッドテレーンタイヤの代表格であった。このようなゲタ山パターンのラグパターンタイヤはロードノイズが大きく、舗装路面の高速走行には全く不向きであった為、乗用車サイズの4WD車ではラジアルタイヤの普及により現在では完全に廃れてしまったが、ダンプトラックなどの土木・建設分野で使用される大型自動車用のバイアスタイヤとしては未だに広く用いられている。
その後、チューブレス構造を持つラジアルタイヤが本格的に普及し始めると、オフロードバイクなどで使用されるノビータイヤのトレッドパターンがマッドテレーンタイヤのトレッドデザインにも採り入れられ、様々な競技用途向けに特化しながら現在に至っている。
日本特有のマッドテレーンタイヤとしては、軽トラック向けのリブラグタイヤが販売されており、主に農業や林業に使用される軽トラックに装着率が高い。このような農林業向けグレードの軽トラックはパートタイム式4WDにデフロック機構が組み合わされ、狭隘で荒れた林道や、非常に柔らかい赤土が敷き詰められた畑の内部に乗り入れる際などでは大型4WD顔負けの走破性能を示す事もある。

## サイドウォールの表記
一般にはマッドテレーンタイヤはMud-Terrainを示すM/T若しくはT/M表記がサイドウォールに大書されている事が多く、オールテレーンタイヤ(A/T)やハイスピードテレーンタイヤ(H/T)と容易に区別が可能である。

### 公道走行の可否
極端なオフロード指向のマッドテレーンタイヤの場合、舗装路面での接地面積が小さい為に舗装路面でのグリップ性能も小さくなる傾向がある。アメリカではアメリカ合衆国運輸省（DOT）によって舗装路面でも使用可能なマッドテレーンタイヤのテストが行われており、これに承認された“DOTノビータイヤ”でなければ公道を走行する事は禁止されている。
この表示はタイヤのサイドウォールに“D.O.T. knobby”、“DOT knobby”という形で表記されている。

### スノータイヤとしての使用
マッドテレーンタイヤのサイドウォールにはスノータイヤの一種である事を示すSNOW表記が示されており、タイヤサイズ表記の周囲にマッド＋スノー(MUD+SNOW)を示すM+Sという略号が表記されている事が多い。
これはマッドテレーンタイヤが柔らかい泥濘地を走破する事を前提に設計された関係上、同じように表面が柔らかい積雪面でもある程度のグリップ性能が発揮できるためにこのような表記が成されている。しかし雪道での絶対的なトラクション性能はスタッドレスタイヤには及ばない為、一応雪が降っていても使用出来る程度の認識で使用するのが無難である。